# Città vecchia di Avila con le sue chiese fuori le mura
La Città vecchia di Avila con le sue chiese fuori le mura è un insieme storico della città spagnola di Avila, dichiarato Patrimonio dell'umanità dall'UNESCO.

## Descrizione
L'insieme include diverse costruzioni di origine medioevale della città spagnola di Avila, nella comunità autonoma di Castiglia e León. Comprende la parte antica della città e una serie di chiese all'esterno della cinta muraria. È stata dichiarata Patrimonio dell'umanità dall'Unesco nel 1985.

## Patrimonio dell'umanità
La dichiarazione dell'UNESCO comprende un elenco dettagliato di 11 beni individuali, con le loro aree di protezione:
- 348-001: Città di Avila intra-mura (33.75 ha)
- 348-002: Eremo di San Secondo del Rio Adaja (0.06 ha)
- 348-003: Basilica di San Vicente (0.21 ha)
- 348-004: Chiesa di Sant'Andrea (0.09 ha)
- 348-005: Chiesa di San Pietro (0.14 ha)
- 348-006: Chiesa di San Nicola (0.05 ha)
- 348-007: Eremo di Nostra Signora de la Cabeza (0.04 ha)
- 348-008: Chiesa di San Martino (0.03 ha)
- 348-009: Convento dell'Incarnazione  (0.72 ha)
- 348-010: Convento di San Giuseppe (0.29 ha)
- 348-011: Monastero reale di San Tommaso (1.02 ha)